# 帕安縣
帕安縣為緬甸克倫邦下轄的一个縣，其區域面積為10,854.0平方公里，2014年人口783,510人。該縣下分4個市鎮。帕安為帕安縣及克倫邦首府。

## 行政区划
帕安县下辖2镇区：
- 帕安镇区（Hpa-an Township）
- 莱贝镇区（Hlaingbwe Township）